# Isotta Nogarola
Isotta Nogarola (Verona, 1418 - Verona, 1466), foi  uma humanista, intelectual e autora de um vasto leque de trabalhos, que abrangem os quatro géneros literários populares entre o universo humanista do Quattrocento – a epístola, o diálogo, o discurso e a consolatio  -  e que refletem a sua paixão pela educação e pelos direitos femininos. A obra de Isotta Nogarola atesta a sua extraordinária erudição, as suas capacidades literárias e a profundidade do seu pensamento, tendo imposto um modelo que seria seguido pelas mulheres letradas que nos séculos seguintes se debateram para poder expressar as suas ideias. Na sua obra mais conhecida, "De pari aut impari Evae atque Adae peccato", ou "Diálogo sobre Adão e Eva", ela discute o mito de Eva, ou o mito do pecado original, inaugurando um debate que se arrastou durante vários séculos na Europa a respeito do género e da natureza da mulher.

## Humanismo e renascimento
Os rapazes estudavam as disciplinas do movimento que viria a ser conhecido como o  humanismo, que começou em Florença no século XIV, e se espalhou pela Itália, e que constituía o estilo de aprendizagem clássica seguido pelas famílias nobres. Ao focar os seus interesses nas culturas romana e grega clássicas, os eruditos acreditavam que a educação humanística produziria pessoas mais capacitadas e uma melhor compreensão do conhecimento.
As escolas estavam preparadas para ensinar poesia, gramática, retórica, história e filosofia moral, o que ajudaria qualquer jovem no seu futuro político. Um verdadeiro humanista costumava escrever cartas para um grupo já respeitado e reconhecido, e esperar por uma resposta. Se a resposta trouxesse apoio e louvor ao aprendiz em potencial, essa notícia iria se espalhar, ganhando terreno para a construção da sua carreira.
Muitas das famílias mais poderosas providenciavam para que as suas filhas recebessem igualmente a mesma educação literária e filosófica que era dada aos rapazes.

## Vida intelectual
Isotta Nogarola nasceu no seio de uma família nobre  de Verona, que partilhava um interesse comum pela cultura e que mantinha uma forte tradição de educação das suas filhas, tendo produzido mulheres letradas ao longo de várias gerações. Ângela Nogarola (1360-1420/30?), irmã do pai de Isotta, Leonardo, foi uma poetisa com alguma notoriedade. Isotta Nogarola teve dez irmãos, sete dos quais sobreviveram à idade adulta.
Durante a sua vida, a Itália passava pelo Renascimento do século XV. Uma nova forma de apreciar a arte, a educação e o enriquecimento da cultura sombreava a cultura italiana. Politicamente, a Itália estava dividida entre cidades-estados governadas por famílias extremamente ricas e Gênova, Florença e Veneza são alguns exemplos.
A mãe de Isotta, Bianca Borromeo, viúva e iletrada, pois seu marido havia morrido entre os anos 1425 e 1433, providenciou para que ela e as suas irmãs Ginevra e Laura tivessem uma boa educação, tendo aprendido latim e grego numa idade precoce, primeiro sob a orientação de Matteo Bosso e mais tarde de Martino Rizzoni (1404-1488), um dos mais brilhantes alunos de Guarino da Verona (1370-1460), um dos mais respeitados poetas, humanistas e pensadores italianos do seu tempo. Nogarola e suas irmãs tiveram praticamente a mesma educação que um rapaz de uma família abastada teria recebido, com exceção da retórica, que era considerada irrelevante para a aprendizagem de uma mulher, pois supostamente ela nunca teria oportunidade de falar em público. Isotta e a sua irmã mais velha, Ginevra Nogarola (1417-1464) tornaram-se suficientemente competentes nos studia humanitatis para que a sua reputação se difundisse pela região e elas começassem a se corresponder em latim clássico com outros intelectuais.
Isotta demonstrou ser uma estudante extremamente hábil, tendo criado obras literárias que começaram a conquistar reconhecimento por toda a região. Aos dezoito anos já era famosa. A sua eloquência em Latim era muito respeitada, e a sua fama não provinha apenas do grande volume de conhecimentos que ela parecia possuir, mas também da inovação do seu género. Em 1437, ela escreveu uma carta para Guarino de Verona  o qual deixou a carta sem resposta, humilhando-a publicamente. Meses mais tarde Isotta decide enviar uma segunda carta queixando-se da sua falta de resposta que a tinha coberto de ridículo:
“Toda a cidade se ri de mim, o meu género troça de mim, em nenhum lugar tenho um refúgio seguro, os burros [mulheres] mordem-me, os touros [homens] investem sobre mim com os seus cornos”, suplicando a sua ajuda para recuperar a reputação perdida, pondo cobro às “scelestae linguae que me chamam torre de audácia e dizem que deveria ser enviada para os confins da terra pela minha ousadia”. “Já existem tantas mulheres no mundo”, lamentava-se, “porquê então nascer mulher para ser desprezada pelos homens, tanto em palavras como por atos” .
A resposta a esta segunda carta foi prontamente recebida. Na sua missiva, escrita em tom paternalista, Guarino aconselhava-a a ser forte em face dos ataques, mas também a abandonar uma atividade que não era adequada para o seu sexo e a casar-se. Segundo Veronese, Isotta deveria dissociar-se do seu sexo e cultivar a sua alma masculina – “tornar-se um homem” – para atingir os seus objetivos e ser estimada pelos homens, podendo assim participar no mundo acadêmico masculino

## Correspondência e críticas
Muito do seu trabalho literário foi expresso em cartas para intelectuais conhecidos da sua época. São as numerosas cartas escritas por Isotta e pelos seus correspondentes, entre 1434 e 1439, que atestam o seu percurso literário, permitindo-nos obter uma visão da sua vida e da sua fama crescente entre os círculos humanistas de Verona e Veneza. E terá sido provavelmente essa notoriedade, incomum numa mulher, que terá desencadeado a inveja que deu origem ao episódio mais cruel e indigno da sua carreira.
Em meados de 1439, uma sátira anónima assinada por “Plinius Veronensis”, circulou em Verona e em Veneza, acusando Isotta de promiscuidade e de incesto com o seu irmão Ludovico. No planfleto “Plinius”  demonstrava a sua raiva  por ela “se atrever a envolver-se tão profundamente nos melhores estudos literários”, pondo em causa a sua castidade ao declarar que “uma mulher eloquente nunca é casta”.   
Sentindo-se desprezada pelos homens e invejada pelas mulheres, Isotta optou por renunciar à vida pública. Assim, durante a década de quarenta do século XV, Isotta terá vivido tranquila com a sua mãe, na sua Verona natal, na propriedade que a família Nogarola possuía fora da cidade, onde prosseguiu os seus estudos, deste vez mais centrados nos livros sagrados, sem ter, no entanto, abandonado a literatura clássica. Entre os seus correspondentes masculinos a notícia do seu retiro foi recebida com entusiasmo.O seu celibato e virgindade foram celebrados e a sua piedade cristã foi louvada, considerando-a então “mais sábia e mais religiosa”.
Esta situação era mais adequada para uma mulher. Recebia visitas esporádicas e mantinha alguma correspondência com intelectuais, particularmente com Lodovico Foscarini (1409-1480), político e literato veneziano.  os dois gostavam de discutir temas filosóficos, principalmente sobre a questão do pecado original. Ele a visitava frequentemente em sua casa, para participar de discussões também com outros membros da família, e o relacionamento deles sempre foi de amizade. Em 1453, ela recebeu proposta de casamento de outro pretendente, porém, declinou, aconselhada por Foscarini. Com o tempo, sua saúde começou a ficar instável, vindo a morrer em 1466, aos 48 anos de idade. Foi sepultada na Igreja de Santa Cecília, em Verona.

## Obras
- Foi autora de inúmeras cartas[3], onde cita Virgílio, Valério Máximo, Juvenal e Petrônio. A primeira é datada do ano 1434 e endereçada para Ermolao Barbaro (1410-1471)[5]. Muitas também foram endereçadas a políticos e literatos da época, tais como: Guarino Veronese, Damiano dal Borgo, Ermolao Barbaro, o Velho e Lodovico Foscarini.
- Em 1435, iniciou uma série de troca de missivas com Giacomo Foscari, filho do doge Francesco Foscari.
- (em inglês) Diálogo sobre Adão e Eva - Complete Writings: Letterbook, Dialogue on Adam and Eve, Orations[6]
- De pari aut impari Evae atque Adae peccato